# Ludus duodecim scriptorum
Ludus duodecim scriptorum, o XII scripta, era un juego de mesa popular durante la época del Imperio Romano. El nombre se traduce como "juego de doce marcas", probablemente refiriéndose a las tres filas de 12 marcas, cada una de las cuales se encuentra en la mayoría de los tableros supervivientes. Se cree que el juego tabula es un descendiente de este juego, y ambos son similares al backgammon moderno.

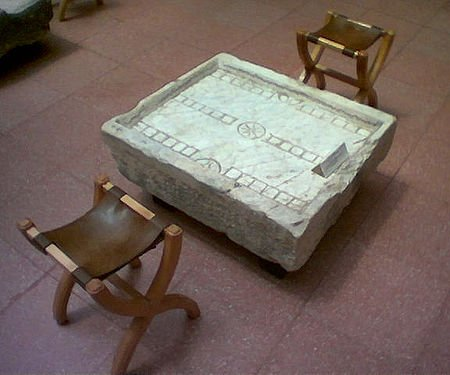
XII tablero de scripta en el museo de Éfeso

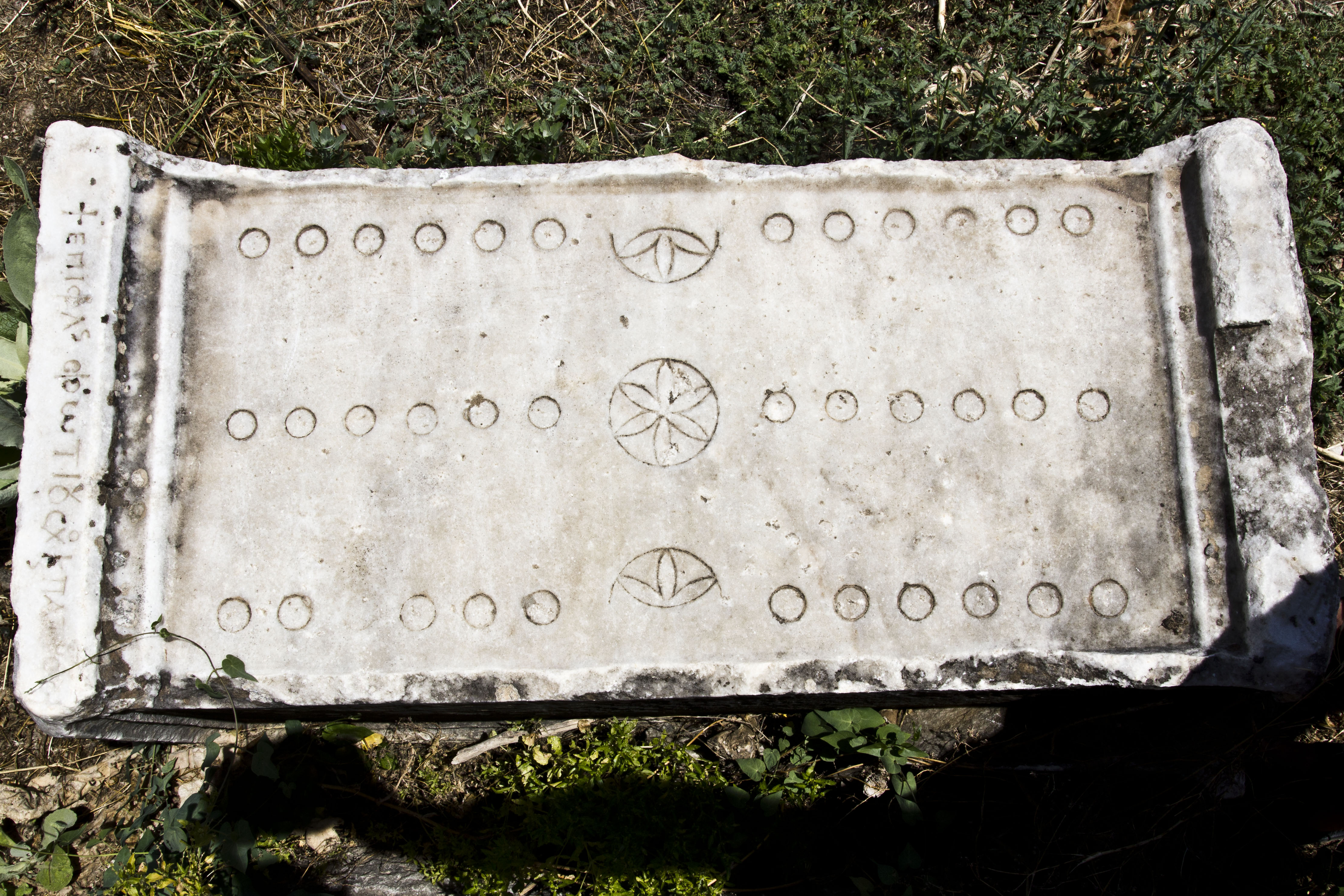
Tablero romano del, Afrodisia.

Se ha especulado que XII scripta está relacionado con el juego egipcio senet, pero algunos lo consideran dudoso porque, con la excepción de las limitadas similitudes superficiales en cuanto a la apariencia de los tableros y el uso de dados, no hay evidencia conocida que vincule los juegos. Otro factor que pone en duda este enlace es que el último tablero senet clásico conocido es más de medio milenio más antiguo que el tablero XII scripta más antiguo conocido.
Ha sobrevivido muy poca información sobre juegos específicos. El juego se jugaba con tres dados cúbicos y cada jugador tenía 15 piezas. Un posible "tablero de principiantes", que tiene espacios marcados con letras, ha sugerido un posible camino para el movimiento de piezas.
La primera mención conocida del juego se encuentra en Ars Amatoria (Arte de amar) de Ovidio (escrito entre el 1 AC y el 8 D.C). Un ejemplo antiguo del juego fue excavado en el sitio arqueológico de Kibyra en el sur de Turquía.